# Symphyogyna brasiliensis
Symphyogyna brasiliensis är en bladmossart som beskrevs av Nees et Mont.. Symphyogyna brasiliensis ingår i släktet Symphyogyna och familjen Pallaviciniaceae. Inga underarter finns listade i Catalogue of Life.